# Pfefferminze

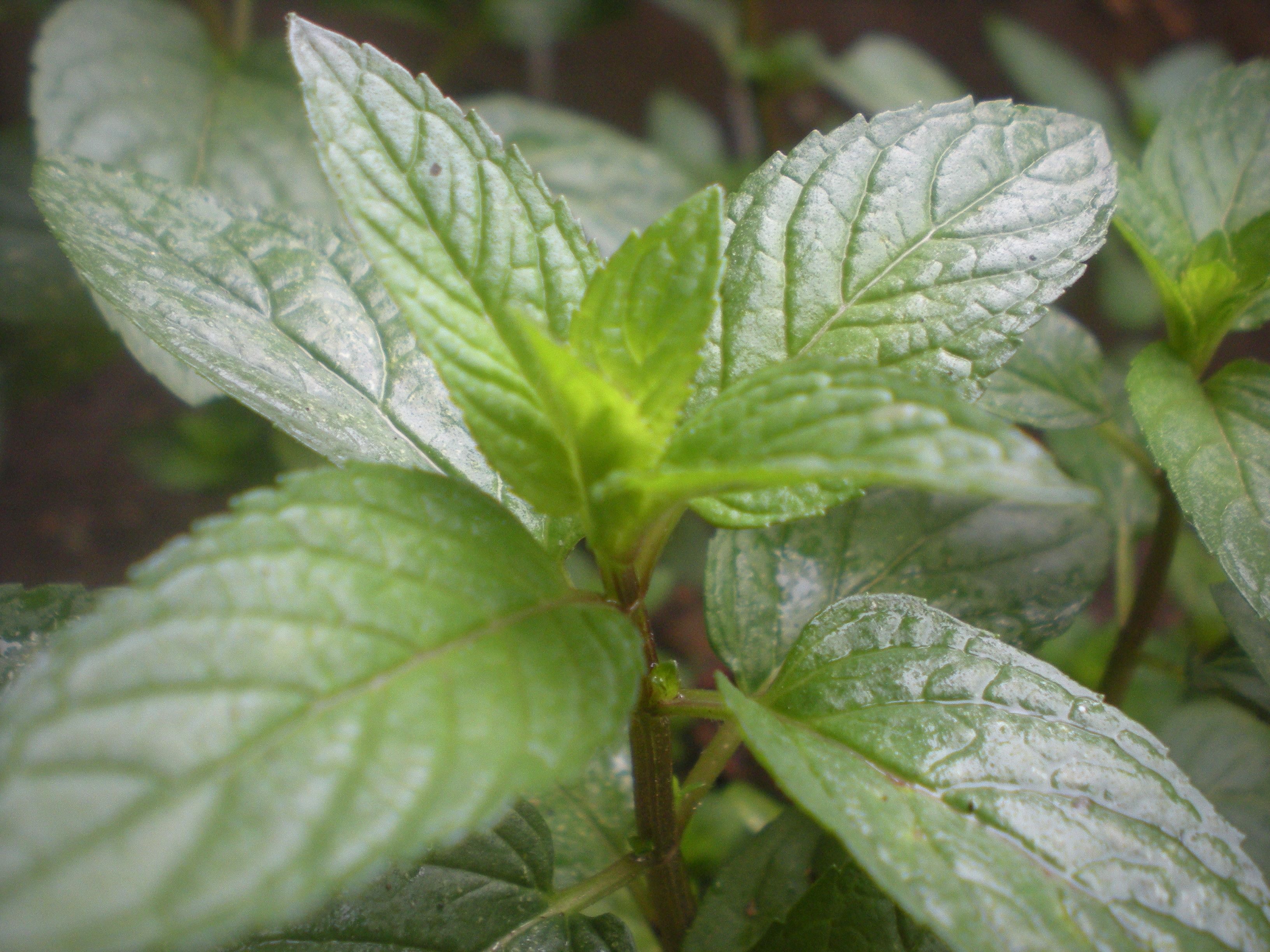
Pfefferminze

Die Pfefferminze (Mentha × piperita) ist eine Heil- und Gewürzpflanze aus der Gattung der Minzen, die zur Familie der Lippenblütler gehören.  Sie ist eine – vermutlich zufällig entstandene – Kreuzung von Mentha aquatica und Mentha spicata, wobei Mentha spicata wiederum eine Kreuzung von Mentha rotundifolia und Mentha longifolia ist. Von anderen Minzen unterscheidet sich die Pfefferminze vor allem durch den hohen Menthol- und niedrigen Carvongehalt bzw. durch den schärferen Geschmack (daher der Name „Pfefferminze“).
Die Pfefferminze wurde zur Arzneipflanze des Jahres 2004 gekürt.

## Merkmale

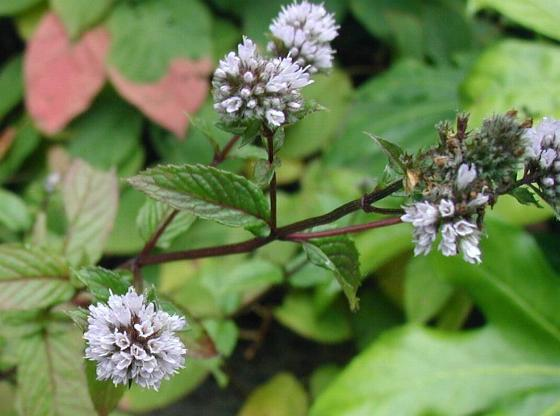
Pfefferminze (Mentha × piperita), Blütenstände.

Die Pfefferminze ist eine ausdauernde krautige Pflanze. Die 30 bis 90 cm hohe Pfefferminze ist eine frostharte Staude, die flach wurzelt und zahlreiche unter- und oberirdische Ausläufer entwickelt. Die Stiele sind gering bis stark behaart und wenig verzweigt, manchmal rötlich überzogen. Die Laubblätter sind kreuzweise gegenständig angeordnet, länglich-eiförmig bis lanzettlich, am Rand grob gezähnt und häufig mit einer violetten Nervatur versehen. Die ab Juli bis September erscheinenden rosa bis lila blühenden Blüten stehen in endständigen Ähren. Die an der Basis unterbrochenen schwarzen und bläulichlila gefärbten Blüten sind endständig.
Die Pfefferminze ist eine Langtagspflanze. Unter Kurztagsbedingungen werden vorwiegend Ausläufer gebildet, unter Langtagsbedingungen über 14 Stunden wächst sie aufrecht und blüht. Im Herbst stirbt das Kraut ab, im Frühjahr treibt die Pflanze erneut aus. Die Blätter riechen eigentümlich, leicht balsamisch und schmecken angenehm würzig, anfangs erwärmend, dann auffallend kühlend.

## Verbreitung und Vermehrung

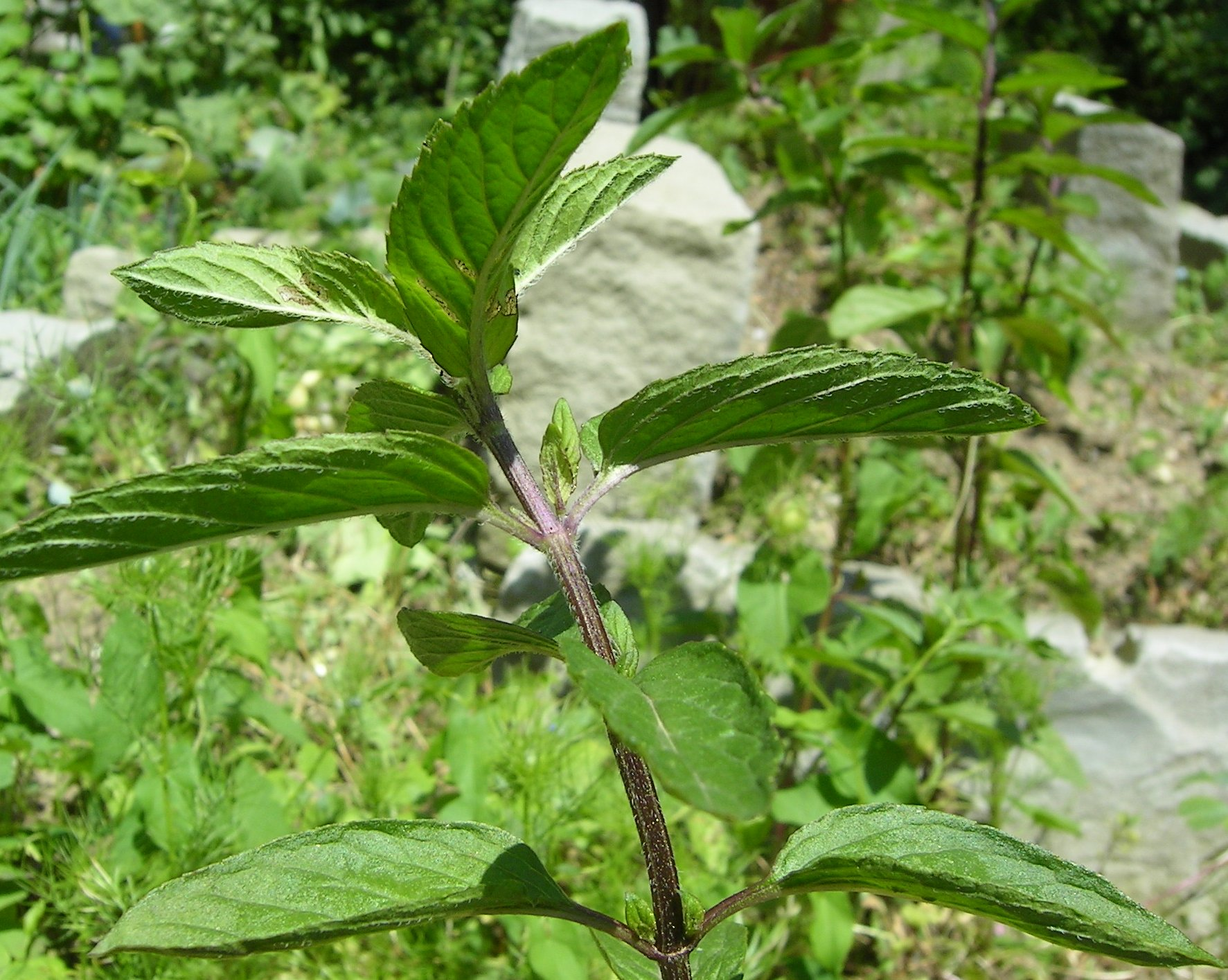
Pfefferminze. Der Stiel ist leicht bläulich.

1696 entdeckte John Ray in einem englischen Garten die besonders heilkräftige Pfefferminze (Mentha × piperita) als eine – wahrscheinlich zufällige – Kreuzung von Bachminze (Mentha aquatica) und Grüner Minze (Mentha spicata). Da Mentha spicata ihrerseits eine Kreuzung aus Rossminze (Mentha longifolia) und Mentha rotundifolia ist, ist die Pfefferminze ein weitgehend steriler Tripelbastard; eine sortenechte Vermehrung ist daher nur vegetativ (durch Stecklinge) möglich, nicht jedoch aus Samen. Züchterische Bemühungen haben zu vielen Unterarten, Varietäten und Formen geführt. In Mitcham bei London wurde die Pfefferminze um 1750 angebaut; die dunkelgrüne Sorte Mitcham ist bis heute die am höchsten geschätzte. Grob unterscheidet man dunkelgrüne (black mint) und hellgrüne (white mint) Sorten.
Die Pfefferminze stammt stets aus Kulturen der gemäßigten Klimazonen und verwildert häufig aus den Kulturen, so etwa bei Mitcham in Surrey/England sowie in Süddeutschland. Bedeutende Kulturen finden sich in Michigan und New York, in Spanien, den Balkanländern, Südamerika und Asien.
In Deutschland gibt es kleinere Anbaugebiete in den Moorgebieten um München, besonders in der Gemeinde Eichenau, wo sich auch das einzige Pfefferminzmuseum befindet. Zudem wird Pfefferminze in Unter- und Mittelfranken sowie in Ober- und Niederbayern und der Oberpfalz und im östlichen Thüringer Becken feldmäßig kultiviert. Hier gibt es eine Eisenbahnlinie von Straußfurt nach Großheringen mit dem Namen „Pfefferminzbahn“, da diese u. a. zum Transport der in dieser Gegend geernteten Kräuter – vornehmlich Pfefferminze – eingerichtet wurde.

## Verwendung
Die Blätter enthalten ätherisches Pfefferminzöl und werden gern als teeähnliches Getränk oder Gewürz verwendet. Wichtigster Inhaltsstoff ist das Menthol, das in den älteren Blättern vermehrt zu finden ist. Die erste Jahresernte findet kurz vor der Blüte statt (Blütezeit Juni bis August) und erbringt die höhere Güte; die zweite Ernte im Herbst die geringere. Die Blätter kommen teils frisch, vorwiegend jedoch getrocknet in den Handel (Pfefferminztee). Weiterhin werden große Mengen zur Gewinnung des ätherischen Pfefferminzöls benötigt. Pfefferminzöl findet ausgedehnte Anwendung als Geruchs- und Geschmacksstoff.
Da die Pfefferminze erst seit 1696 bekannt ist, fehlt sie in den Kräuterbüchern der Antike und des Mittelalters. Andere Minzen wurden jedoch schon früher verwendet.

### Heilpflanze
Die Pfefferminze ist eine der beliebtesten Heilpflanzen, wenngleich die übliche Lebensmittelqualität einen für die arzneiliche Anwendung meist viel zu geringen Wirkstoffgehalt aufweist. Eine befriedigende Wirkung setzt jedoch eine ausreichend hohe Dosierung voraus; daher ist Arzneibuchqualität erforderlich (unter anderem mindestens 1,2 Prozent ätherisches Öl, Lebensmittelqualität zum Teil drastisch niedriger). Wichtigster Wirkstoff ist das ätherische Öl, ferner auch Labiatengerbstoffe, Flavonoide und andere. Pfefferminze wirkt anregend auf Gallenfluss und Gallensaftproduktion, krampflösend bei Beschwerden im Magen-Darm-Bereich, antimikrobiell und antiviral. Daher wird sie bei Gallenbeschwerden (auch leichteren Gallenkoliken) und „verdorbenem Magen“ mit Erfolg eingesetzt. Das ätherische Öl wird auch zum Einreiben bei Migräne, Kopf- und Nervenschmerzen sowie zum Inhalieren bei Erkältungskrankheiten verwendet; hierbei gilt wie für alle stark riechenden ätherischen Öle: Vorsicht bei Säuglingen und Kleinkindern. Bei Erkältung steht die subjektiv wahrgenommene Kühlwirkung im Vordergrund, die als erfrischend und angenehm empfunden wird; eine messbare abschwellende Wirkung existiert nicht. Spezielle Zubereitungen, die so präpariert sind, dass sie sich erst im Darm auflösen, werden auch bei Reizdarmsyndrom angewandt. Darüber hinaus besitzen die Wirkstoffe der Pfefferminze auch einen leicht beruhigenden Effekt. Pfefferminze kommt daher auch in Tees zur Nervenberuhigung und Schlafförderung zum Einsatz.

### Getränk

#### Nicht alkoholisch

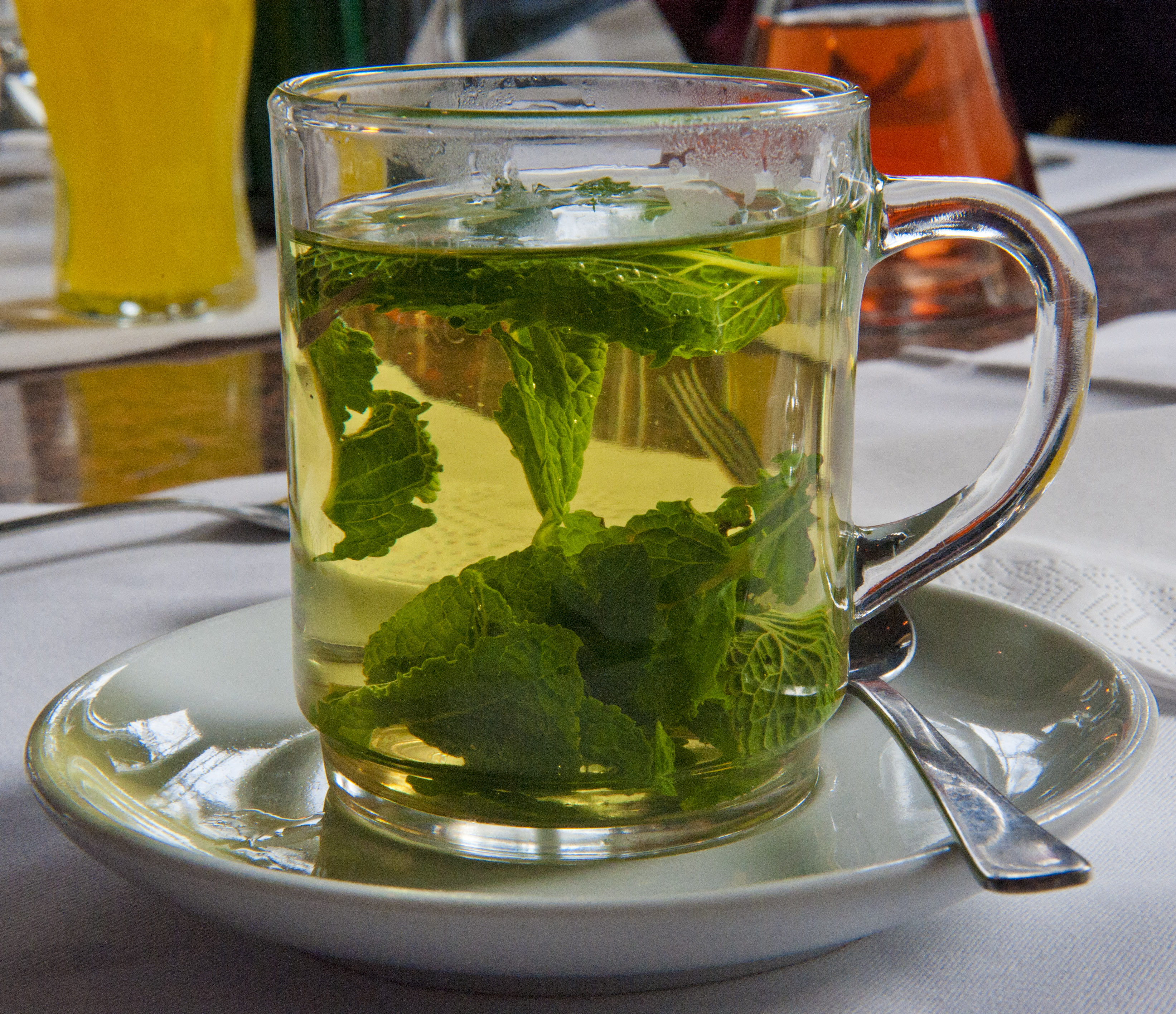
Pfefferminztee aus frischen Blättern.

Pfefferminztee ist als Erfrischungsgetränk verbreitet. Dabei werden frische oder getrocknete Blätter der Pflanze mit heißem Wasser übergossen. Der Geschmack wird durch die ätherischen Öle und die schwach adstringierende Geschmackswirkung der Gerbstoffe bestimmt. Auch bei Daueranwendung sind schädliche Effekte nicht zu erwarten.
Auch frische Pfefferminze aus dem Hausgarten wird verwendet, die dort oft jahrelang ohne besondere Pflege und teils verwildert gedeiht. Hierbei wird häufig nicht zwischen den verschiedenen Minze-Arten unterschieden, die erheblich unterschiedlich schmecken können.
In arabischen und nordafrikanischen Ländern ist (meist stark gezuckerter) Pfefferminztee ein Nationalgetränk; aber auch in Europa wird er häufig als Genussmittel getrunken.

#### Alkoholisch
Pfefferminze kann für den kalt zubereiteten Mojito und andere Cocktails verwendet werden. Pfefferminzessenzen werden für die Zubereitung von Pfefferminzlikör benutzt.

### Süßigkeiten
Pfefferminze wird auch häufig zur Herstellung von Pfefferminz-Konfekt, Pfefferminz-Bruch, Pfefferminz-Talern (von Schokolade umhüllt), Pfefferminzbonbons, Pfefferminzkaugummis oder für Schokoladenfüllungen sowie als Eissorte verwendet.